# ماریا کازرینی
ماریا کازرینی (ایتالیایی: Maria Caserini؛ ۱ ژانویه ۱۸۹۰ – ۱۵ آوریل ۱۹۶۹) یک هنرپیشه اهل ایتالیا بود. وی همسر ماریو کازرینی، کارگردان فیلم و هنرپیشه ایتالیایی است. این دو در فیلم صامت اتللو، محصول ۱۹۰۶ میلادی به همراه یکدیگر به ایفای نقش پرداختند. از دیگر فیلم‌های او می‌توان به مکبث اشاره کرد.